# Schwedische Badmintonmeisterschaft 1995
Die Schwedische Badmintonmeisterschaft 1995 fanden im Februar 1995 in Göteborg statt.

## Sieger und Finalisten
| Disziplin    | Gold                              | Silber                            |
| ------------ | --------------------------------- | --------------------------------- |
| Herreneinzel | Jens Olsson                       | Jesper Olsson                     |
| Dameneinzel  | Lim Xiaoqing                      | Margit Borg                       |
| Herrendoppel | Peter Axelsson Pär-Gunnar Jönsson | Jan-Eric Antonsson Mikael Rosén   |
| Damendoppel  | Maria Bengtsson Margit Borg       | Catrine Bengtsson Kristin Evernäs |
| Mixed        | Jan-Eric Antonsson Astrid Crabo   | Robert Larsson Maria Bengtsson    |